# Atlantic Beach (Flórida)
Atlantic Beach é uma cidade localizada no estado americano da Flórida, no condado de Duval. Foi incorporada em 1926.

## Geografia
De acordo com o United States Census Bureau, a cidade tem uma área de 33,6 km², onde 9 km² estão cobertos por terra e 24,6 km² por água.

### Localidades na vizinhança
O diagrama seguinte representa as localidades num raio de 40 km ao redor de Atlantic Beach.

## Demografia
Segundo o censo nacional de 2010, a sua população é de 12 655 habitantes e sua densidade populacional é de 1 400 hab/km², o que a torna a localidade mais densamente povoada do condado de Duval. Possui 6 174 residências, que resulta em uma densidade de 683 residências/km².